# Софіївка Перша (Дубенський район)
Софі́ївка Пе́рша — село в Україні у Вербській сільській громаді Дубенського району Рівненської області. Населення становить 292 осіб.

## Історія
В 70-80 роках ХІХ ст. між селами Верба та Білогородка чехи-переселенці заснували село Софіївка. Землі належали дворянину-шляхтичу Молодецькому. Саме дружина Молодецького Софія подарувала дві десятини землі для будівництва школи і в договорі попросила, щоб це село назвали Софіївка.
У 1906 році колонія Вербівської волості Дубенського повіту Волинської губернії. Відстань від повітового міста 23 верст, від волості 5. Дворів 93, мешканців 455.
7 (20) листопада 1917 року, відповідно до Третього Універсалу Української Центральної Ради, увійшло до складу Української Народної Республіки.
12 червня 2020 року, відповідно до розпорядження Кабінету Міністрів України № 722-р від «Про визначення адміністративних центрів та затвердження територій територіальних громад Рівненської області», увійшло до складу Вербської сільської громади.
19 липня 2020 року, в результаті адміністративно-територіальної реформи та ліквідації  Дубенського (1939—2020) району, село увійшло до складу новоутвореного Дубенського району.

## Персоналії села
Учасники Другої світової війни
- Симуник Микита Федорович(1912 р.н.). Рядовий. Воював у складі Першого Білоруського фронту у 1945 році. Визволяв Білорусь та Польщу. Нагороджений медаллю «За перемогу над Німеччиною».
- Андрощук Яків Євгенович(1911 р.н.). Рядовий. Брав участь у Великій Вітчизняній війні з 1944 по 1945 роки у стрілецькому полку. Поранений під Виборгом. Визволяв Латвію. Нагороджений медалями «За відвагу», «За перемогу над Німеччиною».
- Гаврилюк Михайло Лаврентійович (1914 р.н.). Рядовий. Воював з 1944 по1945 роки у 1187 стрілецькому полку 358 дивізії Третього Білоруського фронту. 15 січня 1945 року був важко поранений . Визволяв Білорусь, Німеччину. Нагороджений медалями «За відвагу», «За перемогу над Німеччиною».
- Остапчук Феодосій Андронович (1924 р.н.). Рядовий. Воював з 1944 по1945 роки у 1187 стрілецькому полку. 29 січня 1945 року важко поранений. Визволяв Гольдап, Пильтамен. Нагороджений медалями «За взяття Берліна», «За перемогу над Німеччиною»
- Лістовський Микола Іванович (1927 р.н.). Рядовий. Воював на території Японії протягом 1945 року в 61 стрілецькому полку. Визволяв міста Монголії. Нагороджений медаллю « За перемогу над Німеччиною».
- Грицак Ульян Семенович (1927 р.н.). Сержант. Воював на території Японії протягом 1945 року в 333 стрілецькому полку. Визволяв Монголію. Нагороджений медаллю «За перемогу над Японією».
- Остапчук Феодосій Андронович (1924 р.н.). Рядовий. Воював з 1944 по1945 роки у 1187 стрілецькому полку. 29 січня 1945 року важко поранений. Визволяв Гольдап, Пильтамен. Нагороджений медалями «За взяття Берліна», «За перемогу над Німеччиною»

### Поховано в селі
- Дельцов Леонід Олександрович (1979-2022) — солдат Збройних Сил України, учасник російсько-української війни, що загинув у ході російського вторгнення в Україну в 2022 році.